# 채원 (고려)
채원(蔡元, 1124년~1172년(명종 2년))은 고려 중기의 무신이다.

## 생애
정중부, 이의방, 이고와 함께 무신정변을 일으킨 주역이다. 무신정변 이후 의종을 폐위시켰다. 1171년 이의방과 함께 이고를 제거했다. 그러나 그도 이듬해인 1172년에 이의방에 의해 제거되었다.

## 대중 문화
- 김명국: 《무인시대》(KBS 드라마, 2003년~2004년)